# 白鹰号炮艇
白鹰号（塞尔维亚-克罗地亚语：Beli Orao）是1938至1939年南斯拉夫王家海军建造的王家游艇，计划在战时用作巡邏艇、护航和护卫船。她交付后作为海军部游艇服役，供高级海军将领充当运输工具或视察舰队演习。轴心国在第二次世界大战期间入侵南斯拉夫，白鹰号落入意大利人之手。義大利皇家海軍换掉舰炮并将船更名“黎明号”，随后又改名“扎格比亚号”，当成保护港口并在沿海护航的炮艇。此后扎格比亚号在拉斯佩齐亚的海军基地用于训练反潛作戰专业人士。
1943年義大利與盟國停戰，扎格比亚号逃脱納粹德國追捕，同年12月归还流亡的南斯拉夫王家海军后经整修恢复白鹰号之名。英國皇家海軍借予流亡南斯拉夫王家海军的摩托炮艇组成区舰队，白鹰号负责补给。为此她辗转英国马耳他直辖殖民地、意大利西岸第勒尼安海、南斯拉夫亚得里亚海。战争结束后她继续服役，先后更名“比奥科沃号”与“亚德兰卡号”，用作海军游艇、南斯拉夫总统约瑟普·布罗兹·铁托的总统游艇，亦或充当调度艇，直到1978年仍作为游艇服役，但不久便拆解。

## 背景、参数、建设
1938年南斯拉夫从意大利的里雅斯特亚德里亚海联合造船厂（Cantieri Riuniti dell'Adriatico）订造白鹰号，原计划是南斯拉夫金融卫队的护卫船。南斯拉夫政府在船只建造期间反复修改计划，交付时变成攝政保罗亲王在和平时期使用的王家游艇，战争时期用作巡邏艇、护航和护卫船。最终设计令她看上去就像摩托游艇或快速客船。
文献对白鹰号参数说法不一，全长60.45米或65米。船的垂標間距为60.08米，全宽7.95或8.08米，吃水深度2.8或2.84米，标准排水量567吨，满载排水量约660吨。船体采用两台亚德里亚海联合造船厂与苏尔寿公司合作研发的柴油引擎一起带动两个螺旋桨，但文献记载的发动机功率不一，《康威1922至1946年世界军舰大全》称1900锅炉马力（1400千瓦），海军史学家茨冯米尔·弗里维格尔（Zvonimir Freivogel）认为是2200锅炉马力（1600千瓦）。发动机设计巡逻速度17节（每小时31公里），最高航速18.5节（每小时34.3公里）。船上配备人员数量不明。船在作战服役时装有两门40毫米高射炮，另有两门15毫米或7.9毫米机枪。舰名“白鹰”意指南斯拉夫国徽上的双头鹰，1938年12月23日铺设龙骨后在1939年6月3日下水，同年10月29日交付，此时第二次世界大战已经打响。

## 服役史
白鹰号交付时南斯拉夫尚未卷入战争，但她还是马上取代维拉号（Vila）海军部游艇服役，供高级海军将领充当运输工具或视察舰队演习。情况在1941年4月生变，以納粹德國为首的轴心国入侵南斯拉夫。国土遭受侵略时，白鹰号位于科托尔湾的海军主舰队基地。老旧过时的旗艦达尔马提亚号轻巡洋舰受命攻打意大利飞地扎拉，舰队参谋转移到白鹰号。意大利人占领科托爾后，舰队司令埃米尔·多梅因科（Emil Domainko）海军少将此时还在位于科托尔湾近海的白鹰号上，受命去同敌占军将领面谈。舰队参谋与義大利皇家海軍将领在白鹰号谈判投降事宜，多梅因科获许把白鹰号开往科托尔湾入海口附近的新海尔采格，但他决定返回科托尔移交船只。
白鹰号加入意大利皇家海军后用作炮艇并更名“黎明号”（Alba），但很快又改成“扎格比亚号”（Zagabria），估计是因为萨格勒布号驱逐舰军官宁可将舰凿沉也不愿她落入轴心国之手。扎格比亚号规格位居意大利皇家海军炮艇前列，两门40毫米舰炮换成两门厄利孔20毫米机炮，与其他意大利炮艇一样仅负责保护港口并在沿海护航。
扎格比亚号接下来在利古里亞海拉斯佩齐亚海军基地用于反潛作戰训练，船上新增探查潛艇的水听器。1943年9月義大利與盟國停戰，此前扎格比亚号一直在为护卫舰、驱逐舰、魚雷艇训练反潜作战专业人员。停战之际扎格比亚号逃脱德军追捕赶到西西里岛奥古斯塔。9月19日，她与海鸥级护卫舰（Gabbiano-class corvette）的姊妹舰蹼鸡号（Folaga）和鹤号（Gru）启程前往马耳他直辖殖民地瓦莱塔，但意大利与盟国的停战协议规定意大利海军中将奥斯塔公爵艾蒙内亲王不能出国，结果扎格比亚号中途折返把他送到意大利南部的塔兰托。同年12月7日，意大利人把扎格比亚号归还流亡的南斯拉夫王家海军（Kraljevska mornarica），船随后恢复“白鹰号”之名，带领政府流亡英国的南斯拉夫国王彼得二世不久前往视察。
英國皇家海軍借予流亡南斯拉夫王家海军的摩托炮艇组成区舰队，白鹰号在塔兰托整修后充当补给船。1944至1945年她随区舰队驻守马尔他，英国皇家海军在当地清除舰队残余“保皇党”，用忠于南斯拉夫共产党领导南斯拉夫游击队、政治上更可靠的人代替。区舰队随后调到意大利西岸的里窝那，在第勒尼安海行动。1945年4月1日战争已接近尾声，康斯坦丁·耶雷米奇（Konstantin Jeremić）带领区舰队进驻意大利西岸的安科纳，开始在亚得里亚海巡逻。四月中旬，区舰队四艘摩托炮艇支援游击队拿下拉布島，但游击队海军与流亡的南斯拉夫王家海军残部间仍然缺乏足够信任，连英国显然都不会把部分情报告知区舰队。白鹰号继续服役至战争结束，共产党上台后南斯拉夫史学家对分舰队行动要么抱否认态度，要么视而不见，历史研究基本为零。
战争结束后白鹰号更名“比奥科沃号”（Biokovo），1949年又改称“亚德兰卡号”（Jadranka），是南斯拉夫海军的武装游艇，也是南斯拉夫总统约瑟普·布罗兹·铁托的总统游艇。1969年亚德兰卡号一度充当调度艇，1976或1977年从海军名录上除籍，南斯拉夫另造总统游艇，名字也叫亚德兰卡号。1978年，老旧的亚德兰卡号仍作为游艇服役，但不久便拆解，船上的船钟、舵轮、南斯拉夫国徽送到斯普利特克罗地亚海事博物馆保存。

## 脚注
1. 1 2 3 4 5 6 7 8 9 10 11 12 13 14  Freivogel 2020，第273頁.
2. 1 2 3 4 5 6 7 8 9 10 11 12 13 14  Chesneau 1980，第358頁.
3. 1 2 3 4 5 6 7 8 9 10 11 12  Freivogel 2020，第272頁.
4. ↑  Haworth 2016.
5. ↑  Jane's Information Group 1989，第314頁.
6. ↑  Niehorster 2017.
7. 1 2  Freivogel & Rastelli 2015，第101頁.
8. ↑  Brescia 2012，第175頁.
9. ↑  Karađorđević 1954，第47–48頁.
10. 1 2  Freivogel & Rastelli 2015，第462頁.
11. ↑  Freivogel & Rastelli 2015，第462–463頁.
12. ↑  Blackman 1969，第576頁.